# Prunus pensylvanica
Prunus pensylvanica, "pin cherry" o cerezo de fuego, es una especie perteneciente al género Prunus. 

## Distribución y hábitat
Se puede encontrar a partir de la Isla de Terranova y al sur del Labrador, cruzando Canadá al oeste y hasta en la Columbia Británica y al sur de los Territorios del Noroeste. Además es muy común en Nueva Inglaterra y los Estados del los Lagos del Sur, pero no muy común en Pennsylvania, donde solo se encuentra esporádicamente en los Montes Apalaches al norte de Georgia (Estados Unidos) y al este de Tennessee. Grandes poblaciones del Cerezo Pin también se producen en las Montañas Rocosas, al sur de Colorado y el sureste de la Black Hills en Dakota del Sur.

## Descripción
Crece como arbusto o árbol pequeño. El cerezo Pin generalmente tiene un tronco recto y estrecho, y remata en la corona. Crece de 5-15 m de altura y su tronco mide entre 10-51 cm de diámetro. Se han encontrado árboles de hasta 30 m de altura cada vez mayores en los Apalaches del Sur, con el ejemplar más grande encontrado en las laderas occidentales de la Grandes Montañas Humeantes. Su follaje es delgado, con hojas de 4-11 cm de largo y entre 1 y 4.5 cm de ancho. Manifiesta pequeños grupos de cinco a siete flores, de 1 cm de ancho cada una. Los frutos son drupas, que van desde los 4 a los 8 mm, que contienen semillas de 4-6 mm de diámetro con una cubierta de la semilla de buen espesor. El sistema de raíces de la planta es poco profundo, ya que las raíces tienden a crecer lateralmente.
Prunus pensylvanica es más bien de corta duración, con una vida útil de solo 20 a 40 años, después de una rápida maduración.

## Reproducción

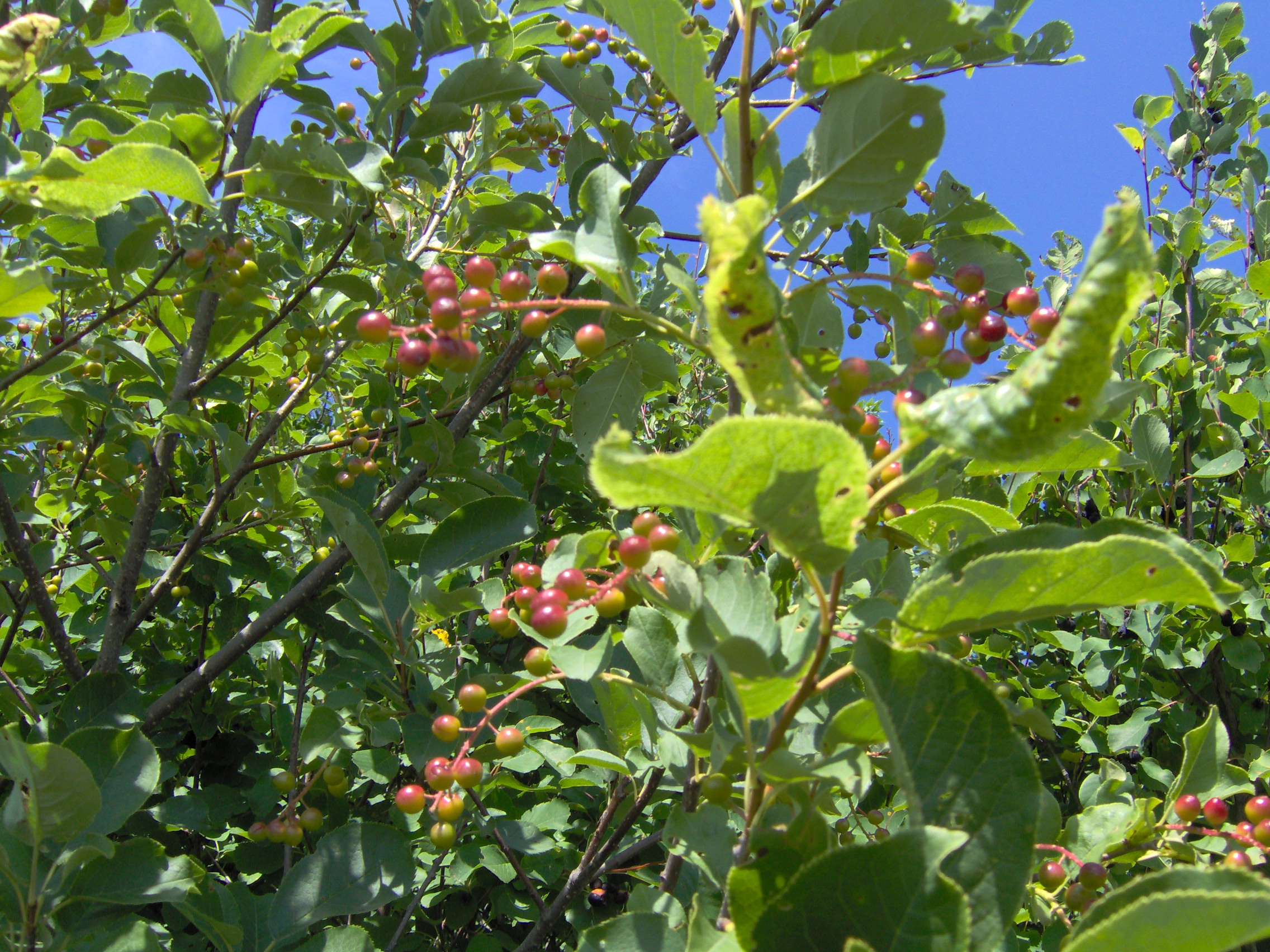
Cerezos listos para la cosecha.

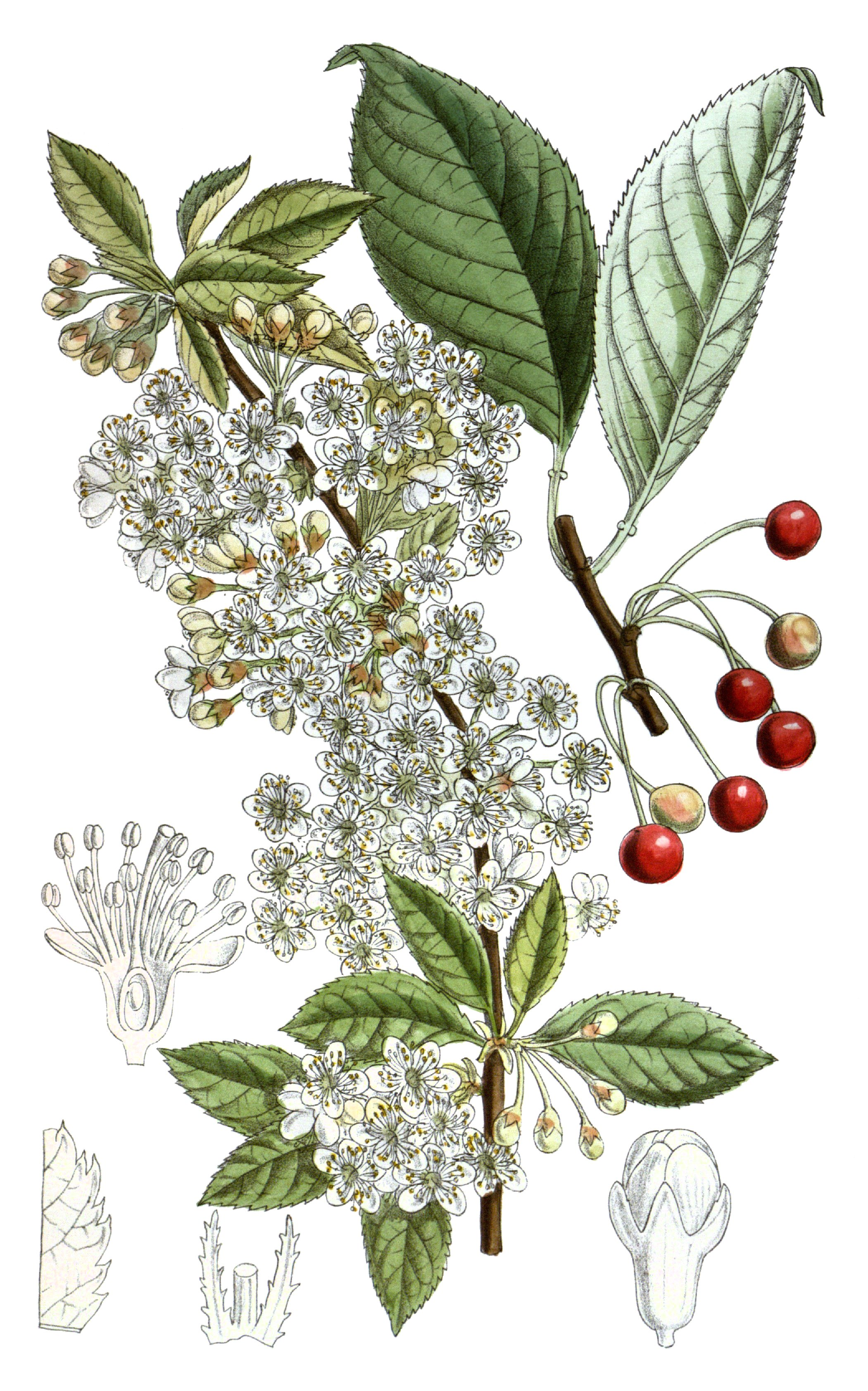
Ilustración.

Prunus pensylvanica se regenerara por semillas y brotes. Sus flores son bisexuales y polinizadas por insectos. Las semillas son dispersadas por aves, pequeños mamíferos, y por acción de la gravedad. Como parte de su estrategia reproductiva, este cerezo mantiene un banco de semillas en el suelo que permanecen viables durante muchos años. Las semillas se acumulan durante largos períodos, de hasta 50 años, y los bancos de semillas pueden ser viables durante uno 50 o 100 años. La reproducción asexual se logra mediante la germinación de semillas, y, a menudo se forman matorrales de esta especie en forma de arbustos.

## Ecología
A pesar de que los matorrales del Cerezo Pin vuelven a brotar si se los corta, esta especie a menudo mueren si es expuesta al fuego. No obstante, se ha adaptado como especie por el establecimiento de sus bancos de semillas que están protegidas del calor más grave, gracias a su cobertura del suelo, y al ser alimentados por los nutrientes de los residuos de las cenizas, después de un incendio u otro tipo de perturbación. Las semillas que se mantienen latentes durante años, germinan rápidamente una vez estimuladas por las nuevas condiciones después de un incendio. Combinado con el crecimiento inicial rápido de las plántulas, estas características le permiten a las agrupaciones de matorrales del Cerezo Pin dominar muchas áreas quemadas, en particular en los bosque frondosos del norte.

## Usos

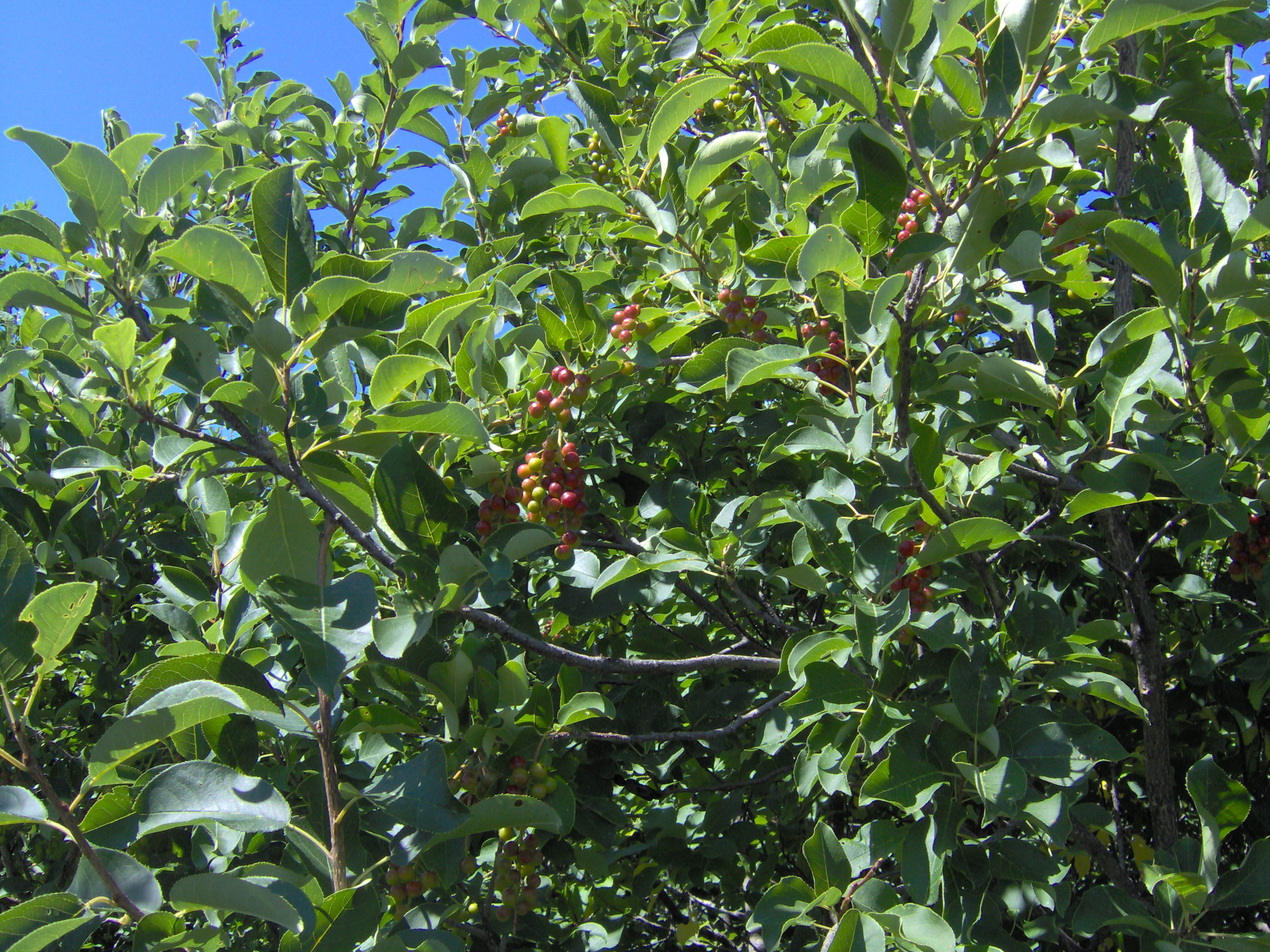
Prunus pensylvanica en Saskatchewan.

El Cerezo Pin es una importante fuente de alimento para muchos animales. En invierno los alces migran debido a ella en los estados de los Grandes Lagos y la región boreal de la selva. 
Este cerezo tiene en la actualidad poco valor comercial, aunque el reciente interés en la producción comercial de la cereza pin ha resurgido. El fruto es comestible y se puede utilizar en mermeladas, jaleas y confituras. 
La madera de este cerezo es liviana, moderadamente porosa, y de poca fuerza que le da poco valor comercial. En general, no se usa para madera y se considera una especie no comercial. Se produce en abundancia, sin embargo, en una amplia gama de sitios y produce grandes cantidades de biomasa en un tiempo relativamente corto. La especie ha sido descrita como bien adaptado a la gestión y aprovechamiento intensivo del suelo en rotaciones cortas para su uso como fuente de leña. 
Prunus pensylvanica sirve como planta base para muchas especies de Lepidoptera.

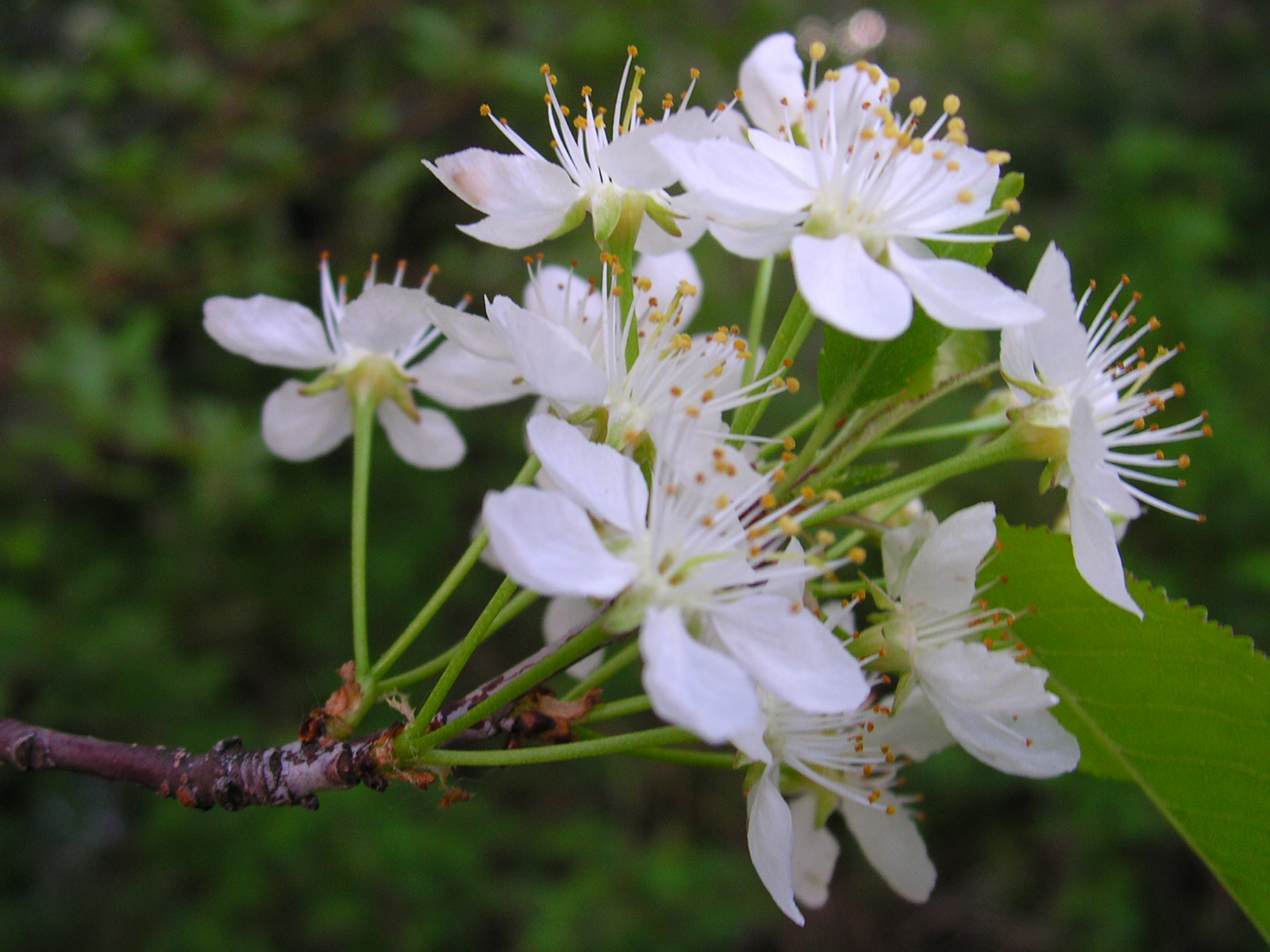
Flores.

## Taxonomía
Prunus pensylvanica fue descrita por Carlos Linneo el Joven y publicado en Supplementum Plantarum 252–253. 1781[1782].
Etimología
Prunus: nombre genérico que proviene de un antiguo nombre griego (προύνη), y luego latino (prūnus, i) del ciruelo. Ya empleado por, entre otros, Virgilio (Geórgicas, 2, 34) y Plinio el Viejo (Historia naturalis,13, XIX, 64)
pensylvanica: epíteto geográfico que alude a su localización en Pelsinvania.
Variedad aceptada
- Prunus pensylvanica var. saximontana Rehder

Sinonimia
- Cerasus pensylvanica (L.f.) Loisel.
- Padellus pensylvanica (L.f.) Eremin & Yushev
- Padus pensylvanica (L.f.) S.Ya.Sokolov
- Prunus cerasifolia S.Watson
- Prunus pennsylvanica Sarg.[4]